# Johannes Jossop
Johannes Jossop – piłkarz namibijski grający na pozycji pomocnika.

## Kariera klubowa
W swojej karierze piłkarskiej Jossop grał w klubie Black Africa z Windhuku.

## Kariera reprezentacyjna
W 1998 roku Jossop został powołany do reprezentacji Namibii na Puchar Narodów Afryki 1998. Na nim był rezerwowym i nie rozegrał żadnego spotkania.